# 1. ŽNL Sisačko-moslavačka 2010./11.
Prvenstvo se igralo dvokružno. Prvenstvo je osvojio NK Lekenik, i time se plasirao u viši rang. Iz 1. ŽNL Sisačko-moslavačke je u 2. ŽNL Sisačko-moslavačku ispala NK Lokomotiva Kutina.

## Tablica
| Mj. | Klub                         | Sus. | Pobj. | Ner. | Por. | GR.    | Bod.       |
| --- | ---------------------------- | ---- | ----- | ---- | ---- | ------ | ---------- |
| 1.  | NK Lekenik                   | 30   | 25    | 5    | 0    | 141:15 | 80         |
| 2.  | NK TŠK 1932 Topolovac        | 30   | 19    | 5    | 6    | 81:38  | 62         |
| 3.  | NK Sokol Velika Ludina       | 30   | 18    | 5    | 7    | 77:50  | 58 (-1) ↓1 |
| 4.  | NK Radnik Majur              | 30   | 17    | 6    | 7    | 52:35  | 57         |
| 5.  | NK Topusko                   | 30   | 14    | 9    | 7    | 47:36  | 51         |
| 6.  | SNK Moslavac Popovača        | 30   | 12    | 8    | 10   | 49:40  | 44         |
| 7.  | NK Pešćenica                 | 30   | 12    | 7    | 11   | 56:46  | 43         |
| 8.  | NK Mladost Repušnica         | 30   | 10    | 5    | 15   | 50:63  | 35         |
| 9.  | NK Frankopan Sisak           | 30   | 9     | 8    | 13   | 35:61  | 35         |
| 10. | NK Jasenovac                 | 30   | 9     | 8    | 13   | 31:62  | 35         |
| 11. | NK Sloga-Maris Jazavica      | 30   | 10    | 4    | 16   | 55:67  | 34         |
| 12. | NK Dinamo Osekovo            | 30   | 10    | 4    | 16   | 44:83  | 34         |
| 13. | NK Zrinski Odra Sisačka      | 30   | 10    | 3    | 17   | 53:61  | 33         |
| 14. | ŠNK Mladost Gornja Gračenica | 30   | 7     | 6    | 17   | 44:94  | 27         |
| 15. | NK Slavonac Lipovljani       | 30   | 6     | 7    | 17   | 40:70  | 25         |
| 16. | NK Lokomotiva Kutina         | 30   | 5     | 4    | 21   | 57:91  | 19         |

## Rezultati
| NK Lokomotiva Kutina - NK Lekenik 0:4 ŠNK Mladost Gornja Gračenica - SNK Moslavac Popovača 2:1 NK Jasenovac - NK Frankopan Sisak 1:0 NK Slavonac Lipovljani - NK Topusko 0:1 NK Sokol Velika Ludina - NK Sloga-Maris Jazavica 0:3 ↓2 NK Radnik Majur - NK Dinamo Osekovo 1:2 NK Mladost Repušnica - NK Zrinski Odra Sisačka 2:2 NK TŠK 1932 Topolovac - NK Pešćenica 2:1 | NK TŠK 1932 Topolovac - NK Mladost Repušnica 4:0 NK Zrinski Odra Sisačka - NK Dinamo Osekovo 3:4 NK Radnik Majur - NK Sokol Velika Ludina 0:1 NK Slavonac Lipovljani - NK Sloga-Maris Jazavica 3:2 NK Topusko - NK Jasenovac 1:0 NK Frankopan Sisak - ŠNK Mladost Gornja Gračenica 1:1 SNK Moslavac Popovača - NK Lokomotiva Kutina 1:0 NK Pešćenica - NK Lekenik 3:3 | NK Dinamo Osekovo - NK TŠK 1932 Topolovac 1:2 NK Sokol Velika Ludina - NK Zrinski Odra Sisačka 3:2 NK Slavonac Lipovljani - NK Radnik Majur 4:4 NK Jasenovac - NK Sloga-Maris Jazavica 1:1 ŠNK Mladost Gornja Gračenica - NK Topusko 3:3 NK Lokomotiva Kutina - NK Frankopan Sisak 2:3 SNK Moslavac Popovača - NK Lekenik 2:4 NK Mladost Repušnica - NK Pešćenica 2:0          |
| NK TŠK 1932 Topolovac - NK Sokol Velika Ludina 1:4 NK Mladost Repušnica - NK Dinamo Osekovo 5:1 NK Zrinski Odra Sisačka - NK Slavonac Lipovljani 1:3 NK Radnik Majur - NK Jasenovac 2:1 NK Sloga-Maris Jazavica - ŠNK Mladost Gornja Gračenica 3:3 NK Topusko - NK Lokomotiva Kutina 1:0 NK Frankopan Sisak - NK Lekenik 0:6 NK Pešćenica - SNK Moslavac Popovača 1:1    | NK Slavonac Lipovljani - NK TŠK 1932 Topolovac 0:1 NK Sokol Velika Ludina - NK Mladost Repušnica 3:1 NK Jasenovac - NK Zrinski Odra Sisačka 0:2 ŠNK Mladost Gornja Gračenica - NK Radnik Majur 3:1 NK Lokomotiva Kutina - NK Sloga-Maris Jazavica 1:5 NK Lekenik - NK Topusko 1:0 SNK Moslavac Popovača - NK Frankopan Sisak 0:0 NK Dinamo Osekovo - NK Pešćenica 0:3 | NK TŠK 1932 Topolovac - NK Jasenovac 8:0 NK Mladost Repušnica - NK Slavonac Lipovljani 4:0 NK Dinamo Osekovo - NK Sokol Velika Ludina 0:6 NK Zrinski Odra Sisačka - ŠNK Mladost Gornja Gračenica 1:0 NK Radnik Majur - NK Lokomotiva Kutina 2:0 NK Sloga-Maris Jazavica - NK Lekenik 0:8 NK Topusko - SNK Moslavac Popovača 2:1 NK Pešćenica - NK Frankopan Sisak 1:0          |
| ŠNK Mladost Gornja Gračenica - NK TŠK 1932 Topolovac 0:1 NK Jasenovac - NK Mladost Repušnica 2:1 NK Slavonac Lipovljani - NK Dinamo Osekovo 2:2 NK Lokomotiva Kutina - NK Zrinski Odra Sisačka 3:3 NK Lekenik - NK Radnik Majur 3:0 SNK Moslavac Popovača - NK Sloga-Maris Jazavica 4:0 NK Frankopan Sisak - NK Topusko 0:2 NK Sokol Velika Ludina - NK Pešćenica 0:0    | NK TŠK 1932 Topolovac - NK Lokomotiva Kutina 9:2 NK Mladost Repušnica - ŠNK Mladost Gornja Gračenica 3:2 NK Dinamo Osekovo - NK Jasenovac 1:1 NK Sokol Velika Ludina - NK Slavonac Lipovljani 2:0 NK Zrinski Odra Sisačka - NK Lekenik 1:3 NK Radnik Majur - SNK Moslavac Popovača 2:0 NK Frankopan Sisak - NK Sloga-Maris Jazavica 1:0 NK Pešćenica - NK Topusko 2:2 | NK Lekenik - NK TŠK 1932 Topolovac 3:2 NK Lokomotiva Kutina - NK Mladost Repušnica 2:4 ŠNK Mladost Gornja Gračenica - NK Dinamo Osekovo 0:1 NK Jasenovac - NK Sokol Velika Ludina 0:1 SNK Moslavac Popovača - NK Zrinski Odra Sisačka 1:5 NK Frankopan Sisak - NK Radnik Majur 0:0 NK Topusko - NK Sloga-Maris Jazavica 2:0 NK Slavonac Lipovljani - NK Pešćenica 2:2          |
| NK TŠK 1932 Topolovac - SNK Moslavac Popovača 1:2 NK Mladost Repušnica - NK Lekenik 2:2 NK Dinamo Osekovo - NK Lokomotiva Kutina 3:1 NK Sokol Velika Ludina - ŠNK Mladost Gornja Gračenica 5:0 NK Slavonac Lipovljani - NK Jasenovac 1:2 NK Zrinski Odra Sisačka - NK Frankopan Sisak 0:1 NK Radnik Majur - NK Topusko 1:1 NK Pešćenica - NK Sloga-Maris Jazavica 1:0    | NK Frankopan Sisak - NK TŠK 1932 Topolovac 0:3 SNK Moslavac Popovača - NK Mladost Repušnica 0:0 NK Lekenik - NK Dinamo Osekovo 6:0 NK Lokomotiva Kutina - NK Sokol Velika Ludina 0:2 ŠNK Mladost Gornja Gračenica - NK Slavonac Lipovljani 0:2 NK Topusko - NK Zrinski Odra Sisačka 4:1 NK Sloga-Maris Jazavica - NK Radnik Majur 0:1 NK Jasenovac - NK Pešćenica 1:1 | NK TŠK 1932 Topolovac - NK Topusko 2:1 NK Mladost Repušnica - NK Frankopan Sisak 3:0 NK Dinamo Osekovo - SNK Moslavac Popovača 1:3 NK Sokol Velika Ludina - NK Lekenik 1:1 NK Slavonac Lipovljani - NK Lokomotiva Kutina 5:1 NK Jasenovac - ŠNK Mladost Gornja Gračenica 6:0 NK Zrinski Odra Sisačka - NK Sloga-Maris Jazavica 3:1 NK Pešćenica - NK Radnik Majur 3:0          |
| NK Sloga-Maris Jazavica - NK TŠK 1932 Topolovac 3:3 NK Topusko - NK Mladost Repušnica 3:0 NK Frankopan Sisak - NK Dinamo Osekovo 2:1 SNK Moslavac Popovača - NK Sokol Velika Ludina 1:0 NK Lekenik - NK Slavonac Lipovljani 3:0 NK Lokomotiva Kutina - NK Jasenovac 1:2 NK Radnik Majur - NK Zrinski Odra Sisačka 2:1 ŠNK Mladost Gornja Gračenica - NK Pešćenica 0:4    | NK TŠK 1932 Topolovac - NK Radnik Majur 1:1 NK Mladost Repušnica - NK Sloga-Maris Jazavica 4:3 NK Dinamo Osekovo - NK Topusko 1:4 NK Sokol Velika Ludina - NK Frankopan Sisak 6:1 NK Slavonac Lipovljani - SNK Moslavac Popovača 0:0 NK Jasenovac - NK Lekenik 0:4 ŠNK Mladost Gornja Gračenica - NK Lokomotiva Kutina 2:9 NK Pešćenica - NK Zrinski Odra Sisačka 4:0 | NK Zrinski Odra Sisačka - NK TŠK 1932 Topolovac 0:2 NK Radnik Majur - NK Mladost Repušnica 3:0 ↓3 NK Sloga-Maris Jazavica - NK Dinamo Osekovo 0:3 NK Topusko - NK Sokol Velika Ludina 0:4 NK Frankopan Sisak - NK Slavonac Lipovljani 4:0 ↓4 ŠNK Mladost Gornja Gračenica - NK Lekenik 0:6 ↓5 SNK Moslavac Popovača - NK Jasenovac 3:0 NK Lokomotiva Kutina - NK Pešćenica 6:2 |
| NK Lekenik - NK Lokomotiva Kutina 7:0 SNK Moslavac Popovača - ŠNK Mladost Gornja Gračenica 3:0 NK Frankopan Sisak - NK Jasenovac 1:1 NK Topusko - NK Slavonac Lipovljani 2:0 NK Sloga-Maris Jazavica - NK Sokol Velika Ludina 1:4 NK Dinamo Osekovo - NK Radnik Majur 1:3 NK Zrinski Odra Sisačka - NK Mladost Repušnica 1:0 NK Pešćenica - NK TŠK 1932 Topolovac 2:0    | NK Mladost Repušnica - NK TŠK 1932 Topolovac 3:1 NK Dinamo Osekovo - NK Zrinski Odra Sisačka 3:2 NK Sokol Velika Ludina - NK Radnik Majur 1:1 NK Sloga-Maris Jazavica - NK Slavonac Lipovljani 1:0 NK Jasenovac - NK Topusko 0:0 ŠNK Mladost Gornja Gračenica - NK Frankopan Sisak 2:1 NK Lokomotiva Kutina - SNK Moslavac Popovača 0:1 NK Lekenik - NK Pešćenica 2:0 | NK TŠK 1932 Topolovac - NK Dinamo Osekovo 4:2 NK Zrinski Odra Sisačka - NK Sokol Velika Ludina 3:1 NK Radnik Majur - NK Slavonac Lipovljani 3:2 NK Sloga-Maris Jazavica - NK Jasenovac 3:2 NK Topusko - ŠNK Mladost Gornja Gračenica 0:0 NK Frankopan Sisak - NK Lokomotiva Kutina 1:1 NK Lekenik - SNK Moslavac Popovača 0:0 NK Pešćenica - NK Mladost Repušnica 3:1          |
| NK Sokol Velika Ludina - NK TŠK 1932 Topolovac 1:3 NK Dinamo Osekovo - NK Mladost Repušnica 2:0 NK Slavonac Lipovljani - NK Zrinski Odra Sisačka 2:4 NK Jasenovac - NK Radnik Majur 0:1 ŠNK Mladost Gornja Gračenica - NK Sloga-Maris Jazavica 1:2 NK Lokomotiva Kutina - NK Topusko 1:1 NK Lekenik - NK Frankopan Sisak 10:2 SNK Moslavac Popovača - NK Pešćenica 0:0   | NK TŠK 1932 Topolovac - NK Slavonac Lipovljani 4:0 NK Mladost Repušnica - NK Sokol Velika Ludina 2:2 NK Zrinski Odra Sisačka - NK Jasenovac 0:1 NK Radnik Majur - ŠNK Mladost Gornja Gračenica 4:1 NK Sloga-Maris Jazavica - NK Lokomotiva Kutina 5:0 NK Topusko - NK Lekenik 0:3 NK Frankopan Sisak - SNK Moslavac Popovača 0:0 NK Pešćenica - NK Dinamo Osekovo 4:0 | NK Jasenovac - NK TŠK 1932 Topolovac 1:1 NK Slavonac Lipovljani - NK Mladost Repušnica 0:4 NK Sokol Velika Ludina - NK Dinamo Osekovo 3:0 ŠNK Mladost Gornja Gračenica - NK Zrinski Odra Sisačka 1:6 NK Lokomotiva Kutina - NK Radnik Majur 0:2 NK Lekenik - NK Sloga-Maris Jazavica 5:1 SNK Moslavac Popovača - NK Topusko 3:2 NK Frankopan Sisak - NK Pešćenica 5:0          |
| NK TŠK 1932 Topolovac - ŠNK Mladost Gornja Gračenica 3:1 NK Mladost Repušnica - NK Jasenovac 1:1 NK Dinamo Osekovo - NK Slavonac Lipovljani 1:1 NK Zrinski Odra Sisačka - NK Lokomotiva Kutina 0:2 NK Radnik Majur - NK Lekenik 0:1 NK Sloga-Maris Jazavica - SNK Moslavac Popovača 2:1 NK Topusko - NK Frankopan Sisak 3:0 NK Pešćenica - NK Sokol Velika Ludina 5:6    | NK Lokomotiva Kutina - NK TŠK 1932 Topolovac 1:3 ŠNK Mladost Gornja Gračenica - NK Mladost Repušnica 5:2 NK Jasenovac - NK Dinamo Osekovo 2:0 NK Slavonac Lipovljani - NK Sokol Velika Ludina 3:1 NK Lekenik - NK Zrinski Odra Sisačka 4:0 SNK Moslavac Popovača - NK Radnik Majur 4:0 NK Sloga-Maris Jazavica - NK Frankopan Sisak 4:0 NK Topusko - NK Pešćenica 1:0 | NK TŠK 1932 Topolovac - NK Lekenik 0:0 NK Mladost Repušnica - NK Lokomotiva Kutina 4:1 NK Dinamo Osekovo - ŠNK Mladost Gornja Gračenica 1:1 NK Sokol Velika Ludina - NK Jasenovac 5:0 NK Zrinski Odra Sisačka - SNK Moslavac Popovača 3:3 NK Radnik Majur - NK Frankopan Sisak 2:0 NK Sloga-Maris Jazavica - NK Topusko 0:0 NK Pešćenica - NK Slavonac Lipovljani 2:0          |
| SNK Moslavac Popovača - NK TŠK 1932 Topolovac 2:5 NK Lekenik - NK Mladost Repušnica 7:0 NK Lokomotiva Kutina - NK Dinamo Osekovo 2:3 ŠNK Mladost Gornja Gračenica - NK Sokol Velika Ludina 3:2 NK Jasenovac - NK Slavonac Lipovljani 2:2 NK Frankopan Sisak - NK Zrinski Odra Sisačka 2:0 NK Topusko - NK Radnik Majur 1:1 NK Sloga-Maris Jazavica - NK Pešćenica 1:4    | NK TŠK 1932 Topolovac - NK Frankopan Sisak 5:0 NK Mladost Repušnica - SNK Moslavac Popovača 0:3 NK Dinamo Osekovo - NK Lekenik 1:9 NK Sokol Velika Ludina - NK Lokomotiva Kutina 6:5 NK Slavonac Lipovljani - ŠNK Mladost Gornja Gračenica 3:2 NK Zrinski Odra Sisačka - NK Topusko 7:1 NK Radnik Majur - NK Sloga-Maris Jazavica 3:2 NK Pešćenica - NK Jasenovac 0:1 | NK Topusko - NK TŠK 1932 Topolovac 3:3 NK Frankopan Sisak - NK Mladost Repušnica 2:1 SNK Moslavac Popovača - NK Dinamo Osekovo 3:4 NK Lekenik - NK Sokol Velika Ludina 10:0 NK Lokomotiva Kutina - NK Slavonac Lipovljani 5:0 ŠNK Mladost Gornja Gračenica - NK Jasenovac 6:1 NK Sloga-Maris Jazavica - NK Zrinski Odra Sisačka 4:0 NK Radnik Majur - NK Pešćenica 5:1         |
| NK TŠK 1932 Topolovac - NK Sloga-Maris Jazavica 4:1 NK Mladost Repušnica - NK Topusko 0:1 NK Dinamo Osekovo - NK Frankopan Sisak 1:3 NK Sokol Velika Ludina - SNK Moslavac Popovača 3:1 NK Slavonac Lipovljani - NK Lekenik 0:2 NK Jasenovac - NK Lokomotiva Kutina 1:6 NK Zrinski Odra Sisačka - NK Radnik Majur 0:2 NK Pešćenica - ŠNK Mladost Gornja Gračenica 1:2    | NK Radnik Majur - NK TŠK 1932 Topolovac 2:1 NK Sloga-Maris Jazavica - NK Mladost Repušnica 4:1 NK Topusko - NK Dinamo Osekovo 4:0 NK Frankopan Sisak - NK Sokol Velika Ludina 2:2 SNK Moslavac Popovača - NK Slavonac Lipovljani 5:2 NK Lekenik - NK Jasenovac 9:0 NK Lokomotiva Kutina - ŠNK Mladost Gornja Gračenica 3:3 NK Zrinski Odra Sisačka - NK Pešćenica 1:0 | NK TŠK 1932 Topolovac - NK Zrinski Odra Sisačka 2:1 NK Mladost Repušnica - NK Radnik Majur 0:3 NK Dinamo Osekovo - NK Sloga-Maris Jazavica 4:3 NK Sokol Velika Ludina - NK Topusko 2:1 NK Slavonac Lipovljani - NK Frankopan Sisak 3:3 NK Jasenovac - SNK Moslavac Popovača 1:0 NK Lekenik - ŠNK Mladost Gornja Gračenica 15:0 NK Pešćenica - NK Lokomotiva Kutina 6:2         |